# Phaonia kamchatkensis
Phaonia kamchatkensis är en tvåvingeart som beskrevs av Shinonaga och Zhang 2000. Phaonia kamchatkensis ingår i släktet Phaonia och familjen husflugor. Inga underarter finns listade i Catalogue of Life.